# Verrallina simpla
Verrallina simpla är en tvåvingeart som beskrevs av King och Harry Hoogstraal 1947. Verrallina simpla ingår i släktet Verrallina och familjen stickmyggor. Inga underarter finns listade i Catalogue of Life.